# Lista de escolas de samba campeãs do Carnaval de Portugal
Esta é uma lista de escolas de samba Campeãs do Carnaval de Portugal.
Em Portugal, apenas nas cidades de Ovar, Estarreja, Mealhada e Figueira da Foz existem concursos de escolas de samba. O concurso mais antigo é o de Ovar, que data de 1988, enquanto o de Figueira da Foz, mais recente, começou a ser disputado em 2012. Além disso, desde 2008, existe também o Troféu Nacional de Samba, promovido pela associação de Estarreja, onde as agremiações vencedoras dos três carnavais, além de outra eventual convidada, são avaliadas.

## Troféu Nacional de Escolas de Samba

### Classificação por ano

#### 2008
| Colocação | Escola                                  | Pontos | Ref.  |
| --------- | --------------------------------------- | ------ | ----- |
| 1º lugar  | Vai Quem Quer (Estarreja)               | 94     | [ 2 ] |
| 2º lugar  | Bota no Rego (Sesimbra)                 | 85     | [ 2 ] |
| 3º lugar  | Unidos do Mato Grosso (Figueira da Foz) | 64     | [ 2 ] |
| 4º lugar  | Costa de Prata (Ovar)                   | 58     | [ 2 ] |
| 5º lugar  | Sócios da Mangueira (Mealhada)          | 49     | [ 2 ] |

#### 2009
| Colocação | Escola                                  | Pontos | Ref.  |
| --------- | --------------------------------------- | ------ | ----- |
| 1º lugar  | Vai Quem Quer (Estarreja)               | 58     | [ 3 ] |
| 2º lugar  | Unidos do Mato Grosso (Figueira da Foz) | 54     | [ 3 ] |
| 3º lugar  | Charanguinha (Ovar)                     | 41     | [ 3 ] |
| 4º lugar  | Saltaricos do Castelo (Sesimbra)        | 39     | [ 3 ] |

#### 2010
| Colocação | Escola                                  | Pontos | Ref.  |
| --------- | --------------------------------------- | ------ | ----- |
| 1º lugar  | Trepa Coqueiro (Estarreja)              | 89     | [ 4 ] |
| 2º lugar  | Bota no Rego (Sesimbra)                 | 78     | [ 4 ] |
| 3º lugar  | Unidos do Mato Grosso (Figueira da Foz) | 74     | [ 4 ] |
| 4º lugar  | Costa de Prata (Ovar)                   | 62     | [ 4 ] |
| 5° Lugar  | Sócios da Mangueira (Mealhada)          | 47     | [ 4 ] |

#### 2011
| Colocação | Escola                         | Pontos | Ref.  |
| --------- | ------------------------------ | ------ | ----- |
| 1º lugar  | Trepa Coqueiro (Estarreja)     | 117    | [ 5 ] |
| 2º lugar  | Sócios da Mangueira (Mealhada) | 105    | [ 5 ] |
| 3º lugar  | Bota no Rego (Sesimbra)        | 102    | [ 5 ] |
| 4º lugar  | A Rainha (Figueira da Foz)     | 64     | [ 5 ] |
| 5º lugar  | Juventude Vareira (Ovar)       | 62     | [ 5 ] |

#### 2012
| Grupo Especial | Grupo Especial                 | Grupo Especial | Grupo Especial |
| Colocação      | Escola                         | Pontos         | Ref.           |
| -------------- | ------------------------------ | -------------- | -------------- |
| 1º lugar       | Trepa Coqueiro (Estarreja)     | 75             | [ 6 ]          |
| 2º lugar       | Sócios da Mangueira (Mealhada) | 54             | [ 6 ]          |
| 3º lugar       | A Rainha (Figueira da Foz)     | 42             | [ 6 ]          |
| 4º lugar       | Charanguinha (Ovar)            | 45             | [ 6 ]          |

#### 2013-2014
- Não houve.

#### 2015
| Grupo Especial | Grupo Especial        | Grupo Especial | Grupo Especial |
| Colocação      | Escola                | Pontos         | Ref.           |
| -------------- | --------------------- | -------------- | -------------- |
| 1º lugar       | Costa de Prata (Ovar) |                | [ 7 ]          |

#### 2016
| Grupo Especial | Grupo Especial                 | Grupo Especial | Grupo Especial |
| Colocação      | Escola                         | Pontos         | Ref.           |
| -------------- | ------------------------------ | -------------- | -------------- |
| 1º lugar       | Sócios da Mangueira (Mealhada) |                | [ 7 ]          |

#### 2017
| Grupo Especial | Grupo Especial            | Grupo Especial | Grupo Especial |
| Colocação      | Escola                    | Pontos         | Ref.           |
| -------------- | ------------------------- | -------------- | -------------- |
| 1º lugar       | Vai Quem Quer (Estarreja) |                | [ 7 ]          |

#### 2018
| Grupo Especial | Grupo Especial                 | Grupo Especial | Grupo Especial |
| Colocação      | Escola                         | Pontos         | Ref.           |
| -------------- | ------------------------------ | -------------- | -------------- |
| 1º lugar       | Vai Quem Quer (Estarreja)      |                | [ 8 ]          |
| 2º lugar       | Sócios da Mangueira (Mealhada) |                | [ 8 ]          |
| 3º lugar       | Novo Império (Figueira da Foz) |                | [ 8 ]          |
| 4º lugar       | Costa de Prata (Ovar)          |                | [ 8 ]          |

#### 2019
| Grupo Especial | Grupo Especial                 | Grupo Especial | Grupo Especial |
| Colocação      | Escola                         | Pontos         | Ref.           |
| -------------- | ------------------------------ | -------------- | -------------- |
| 1º lugar       | Sócios da Mangueira (Mealhada) |                | [ 7 ]          |

#### 2020
Em outubro, a depender do fim da Pandemia de COVID-19 em Portugal.

### Palmarés
- Vai Quem Quer (Estarreja): 4 (2008, 2009, 2017, 2018)
- Trepa Coqueiro (Estarreja): 3 (2010, 2011, 2012)
- Costa de Prata (Ovar): 1 (2015)
- Sócios da Mangueira (Mealhada): 2 (2016 e 2019)

## Troféu Nacional de Samba-enredo

### Por ano

#### 2011
| Colocação | Escola | Pontos  | Ref.  |
| --------- | --- | ------- | ----- |
| 1º lugar  | Charanguinha | 4 votos | [ 9 ] |
| 2º lugar  | Vai Quem Quer | 2 votos | [ 9 ] |
| 3º lugar  | Fura Samba | 2 votos | [ 9 ] |
| 4º lugar  | Sócios da Mangueira | 1 voto  | [ 9 ] |
| 5º lugar  | Saltaricos do Castelo | 1 voto  | [ 9 ] |
| 6º lugar  | Novo Império (Figueira da Foz) Unidos de Vila Zimbra (Sesimbra) Trepa no Coqueiro (Sesimbra) Bota no Rego (Sesimbra) Juventude Vareira (Ovar) Costa de Prata (Ovar) Trepa Coqueiro (Estarreja) Independentes da Vila (Estarreja) Real Imperatriz (Mealhada) | 0 votos | [ 9 ] |

#### 2012
| Colocação | Escola                                                | Pontos  | Ref.  |
| --------- | ----------------------------------------------------- | ------- | ----- |
| 1º lugar  | Vai Quem Quer                                         | 4 votos | [ 9 ] |
| 2º lugar  | Trepa Coqueiro                                        | 3 votos | [ 9 ] |
| 3º lugar  | Fura Samba Juventude Vareira Mato Grosso              | 2 votos | [ 9 ] |
| 6º lugar  | Bota no Rego Capricho de Abrigada Sócios da Mangueira | 1 voto  | [ 9 ] |
| 9º lugar  | Vila Zimbra Da Que Falar                              | 0 votos | [ 9 ] |

#### 2013
| Colocação | Escola                                                         | Pontos                                 | Ref.  |
| --------- | -------------------------------------------------------------- | -------------------------------------- | ----- |
| 1º lugar  | Vai Quem Quer                                                  | 4                                      | [ 9 ] |
| 2º lugar  | Sócios da Mangueira                                            | 3                                      | [ 9 ] |
| 3º lugar  | Novo Império Trepa Coqueiro                                    | 2                                      | [ 9 ] |
| 5º lugar  | Os Morenos Bota no Rego Trepa no Coqueiro                      | 1                                      | [ 9 ] |
| 8º lugar  | A Rainha Charanguinha                                          | 1 (eliminadas por não enviarem o voto) | [ 9 ] |
| 10º lugar | Saltaricos Dá Que Falar Batuque do Conde Independentes da Vila | 0                                      | [ 9 ] |

#### 2014
| Colocação | Escola                                                                           | Pontos                        | Ref.  |
| --------- | -------------------------------------------------------------------------------- | ----------------------------- | ----- |
| 1º lugar  | Sócios da Mangueira                                                              | 5                             | [ 9 ] |
| 2º lugar  | Vai Quem Quer                                                                    | 3                             | [ 9 ] |
| 3º lugar  | Novo Império                                                                     | 2                             | [ 9 ] |
| 4º lugar  | Trepa no Coqueiro Bota no Rego Os Morenos                                        | 1                             | [ 9 ] |
| 7º lugar  | Tribal Independentes da Vila Charanguinha Juventude Vareira Costa de Prata SFRUA | 0 votos                       | [ 9 ] |
| 13º lugar | Vila Zimbra Saltaricos do Castelo Corvo de Prata Mato Grosso                     | 0 votos (não enviaram o voto) | [ 9 ] |

#### 2015
| Colocação | Escola                                                          | Pontos  | Ref.  |
| --------- | --------------------------------------------------------------- | ------- | ----- |
| 1º lugar  | Vai Quem Quer                                                   | 5 votos | [ 9 ] |
| 2º lugar  | Sócios da Mangueira                                             | 3 votos | [ 9 ] |
| 3º lugar  | Trepa no Coqueiro Juventude Vareira Trepa Coqueiro Novo Império | 1 voto  | [ 9 ] |
| 7º lugar  | Os Morenos Unidos de Vila Zimbra Corvo de Prata                 | 0 votos | [ 9 ] |

#### 2016
| Colocação | Escola                | Pontos         | Ref.  |
| --------- | --------------------- | -------------- | ----- |
| 1º lugar  | Sócios da Mangueira   | 81,9           | [ 9 ] |
| 2º lugar  | Vai Quem Quer         | 80,5           | [ 9 ] |
| 3º lugar  | Charanguinha          | 77,3           | [ 9 ] |
| 4º lugar  | Trepa Coqueiro        | 76,5           | [ 9 ] |
| 5º lugar  | Trepa no Coqueiro     | 75,4           | [ 9 ] |
| 6º lugar  | Novo Império          | 75,2           | [ 9 ] |
| 7º lugar  | Costa de Prata        | 74,2 +1 75,2   | [ 9 ] |
| 8º lugar  | Os Morenos            | 71,1           | [ 9 ] |
| 9º lugar  | Independentes da Vila | 71,1           | [ 9 ] |
| 10º lugar | Vila Zimbra           | 71,1           | [ 9 ] |
| 11º lugar | Bota no Rego          | 69,6 (+1) 70,6 | [ 9 ] |
| 12º lugar | Tribal                | 70,1           | [ 9 ] |
| 13º lugar | Juventude Vareira     | 69,7           | [ 9 ] |
| 14º lugar | Mato Grosso           | 68,5           | [ 9 ] |
| 15º lugar | Saltaricos do Castelo | 67,2           | [ 9 ] |
| 16º lugar | Kan-Kans              | 58,7           | [ 9 ] |

#### 2017
| Colocação | Escola                | Pontos | Ref.  |
| --------- | --------------------- | ------ | ----- |
| 1º lugar  | Vai Quem Quer         | 70,70  | [ 9 ] |
| 2º lugar  | Sócios da Mangueira   | 66,90  | [ 9 ] |
| 3º lugar  | Mato Grosso           | 62,40  | [ 9 ] |
| 4º lugar  | Trepa no Coqueiro     | 59,80  | [ 9 ] |
| 5º lugar  | Batuque               | 58,80  | [ 9 ] |
| 6º lugar  | Kan-Kans              | 57,90  | [ 9 ] |
| 7º lugar  | Trepa Coqueiro        | 57,60  | [ 9 ] |
| 8º lugar  | Os Morenos            | 57,50  | [ 9 ] |
| 9º lugar  | Bota no Rego          | 57,30  | [ 9 ] |
| 10º lugar | Novo Império          | 57,10  | [ 9 ] |
| 11º lugar | Costa de Prata        | 56,80  | [ 9 ] |
| 12º lugar | Tribal                | 56,40  | [ 9 ] |
| 13º lugar | Juventude Vareira     | 56,10  | [ 9 ] |
| 14º lugar | Charanguinha          | 53,60  | [ 9 ] |
| 15º lugar | Vila Zimbra           | 51,80  | [ 9 ] |
| 16º lugar | Amigos da Tijuca      | 48     | [ 9 ] |
| 17º lugar | Saltaricos do Castelo | 41,10  | [ 9 ] |
| 18º lugar | SFRUA                 | 39     | [ 9 ] |
| 19º lugar | Unidos de Vila Régia  | 38,70  | [ 9 ] |
| 20º lugar | Corvo de Prata        | 37,80  | [ 9 ] |

#### 2018
| Colocação | Escola                | Pontos | Ref.  |
| --------- | --------------------- | ------ | ----- |
| 1º lugar  | Sócios da Mangueira   | 80,40  | [ 9 ] |
| 2º lugar  | Trepa no Coqueiro     | 78,80  | [ 9 ] |
| 3º lugar  | Vai Quem Quer         | 77,90  | [ 9 ] |
| 4º lugar  | Trepa Coqueiro        | 76,80  | [ 9 ] |
| 5º lugar  | Bota no Rego          | 73,70  | [ 9 ] |
| 6º lugar  | Novo Império          | 71,60  | [ 9 ] |
| 7º lugar  | Batuque               | 71,40  | [ 9 ] |
| 8º lugar  | Mato Grosso           | 70,90  | [ 9 ] |
| 9º lugar  | Tribal                | 69,90  | [ 9 ] |
| 10º lugar | Costa de Prata        | 69,40  | [ 9 ] |
| 11º lugar | Skalabá Tuka          | 68,50  | [ 9 ] |
| 12º lugar | Os Morenos            | 67,40  | [ 9 ] |
| 13º lugar | Amigos da Tijuca      | 66,50  | [ 9 ] |
| 14º lugar | Corvo de Prata        | 66     | [ 9 ] |
| 15º lugar | SFRUA                 | 63,50  | [ 9 ] |
| 16º lugar | Juventude Vareira     | 63     | [ 9 ] |
| 17º lugar | Vila Zimbra           | 62,90  | [ 9 ] |
| 18º lugar | Charanguinha          | 62,60  | [ 9 ] |
| 19º lugar | Kan-Kans              | 60,80  | [ 9 ] |
| 20º lugar | Saltaricos do Castelo | 59,80  | [ 9 ] |

#### 2019
| Colocação | Escola                | Pontos         | Ref.  |
| --------- | --------------------- | -------------- | ----- |
| 1º lugar  | Bota                  | 91,9 + 4 95,90 | [ 9 ] |
| 2º lugar  | Vai Quem Quer         | 90,7+5 95,70   | [ 9 ] |
| 3º lugar  | Trepa no Coqueiro     | 91,9+1 92,9    | [ 9 ] |
| 4º lugar  | Trepa Coqueiro        | 89,7+2 91,7    | [ 9 ] |
| 5º lugar  | Sócios da Mangueira   | 87,8+3 90,8    | [ 9 ] |
| 6º lugar  | Batuque               | 89,5+1 90,5    | [ 9 ] |
| 7º lugar  | Mato Grosso           | 86,3           | [ 9 ] |
| 8º lugar  | Novo Império          | 86             | [ 9 ] |
| 9º lugar  | Charanguinha          | 85,9           | [ 9 ] |
| 10º lugar | Costa de Prata        | 83,7 + 2 85,7  | [ 9 ] |
| 11º lugar | Corvo de Prata        | 85,7           | [ 9 ] |
| 12º lugar | Skalabá Tuka          | 82,8           | [ 9 ] |
| 13º lugar | Os Morenos            | 82,2           | [ 9 ] |
| 14º lugar | Juventude Vareira     | 81,2           | [ 9 ] |
| 15º lugar | Amigos da Tijuca      | 80,4           | [ 9 ] |
| 16º lugar | SFRUA                 | 79,4           | [ 9 ] |
| 17º lugar | Kan-Kans              | 79,4           | [ 9 ] |
| 18º lugar | Unidos de Vila Zimbra | 78,6           | [ 9 ] |
| 19º lugar | Paraíso Tropical      | 78,4           | [ 9 ] |

#### 2020
| Colocação | Escola                        | Pontos | Ref.          |
| --------- | ----------------------------- | ------ | ------------- |
| 1º lugar  | Vai Quem Quer                 | 117    | [ 10 ] [ 11 ] |
| 2º lugar  | Bota                          | 105,30 | [ 10 ] [ 11 ] |
| 3º lugar  | Furasamba                     | 100,10 | [ 10 ] [ 11 ] |
| 4º lugar  | Trepa Coqueiro                | 98,70  | [ 10 ] [ 11 ] |
| 5º lugar  | Sócios da Mangueira           | 97,25  | [ 10 ] [ 11 ] |
| 6º lugar  | Charanguinha                  | 97,05  | [ 10 ] [ 11 ] |
| 7º lugar  | Batuque                       | 92,10  | [ 10 ] [ 11 ] |
| 8º lugar  | Costa de Prata                | 91,95  | [ 10 ] [ 11 ] |
| 9º lugar  | Morenos                       | 91,20  | [ 10 ] [ 11 ] |
| 10º lugar | A Rainha                      | 89,40  | [ 10 ] [ 11 ] |
| 11º lugar | Juventude Vareira             | 88,80  | [ 10 ] [ 11 ] |
| 12º lugar | Mato Grosso                   | 88,50  | [ 10 ] [ 11 ] |
| 13º lugar | Vila Régia                    | 85,40  | [ 10 ] [ 11 ] |
| 14º lugar | Unidos do Clube das Arroteias | 84     | [ 10 ] [ 11 ] |
| 15º lugar | Paraíso Tropical              | 83,70  | [ 10 ] [ 11 ] |
| 16º lugar | Corvo de Prata                | 83,10  | [ 10 ] [ 11 ] |
| 17º lugar | Tribal                        | 82,95  | [ 10 ] [ 11 ] |
| 18º lugar | Skalabá Tuka                  | 82,90  | [ 10 ] [ 11 ] |
| 19º lugar | Saltaricos do Castelo         | 82,80  | [ 10 ] [ 11 ] |
| 20º lugar | Unidos de Vila Zimbra         | 81,40  | [ 10 ] [ 11 ] |
| 21º lugar | Kan-Kans                      | 80,60  | [ 10 ] [ 11 ] |
| 22º lugar | SFRUA                         | 78,95  | [ 10 ] [ 11 ] |
| 23º lugar | Unidos da Arepa               | 76,75  | [ 10 ] [ 11 ] |
| 24º lugar | Trepa no Coqueiro             | 103,55 | [ 10 ] [ 11 ] |
| 25º lugar | Novo Império                  | 96,70  | [ 10 ] [ 11 ] |